# Sixto Batista Santana
Sixto Batista Santana (Batey: Hatillo, Santiago de Cuba, Oriente, 28 de marzo de 1932 − La Habana, 29 de junio de 2014) fue un militar y político cubano. Fue General de Cuerpo de Ejército de las Fuerzas Armadas Revolucionarias y miembro del Comité Central del Partido Comunista de Cuba.

## Juventud
Nació en 1932, natural de un pequeño batey llamado "Hatillo" localizado en la carretera vieja entre Palma Soriano y San Luis, provincia: Oriente, hoy Santiago de Cuba, Cuba. Su padre era originario de Lanzarote, Provincia de Las Palmas, llegó a Cuba huyendo del Servicio Militar; su madre era de Las Palmas de Gran Canaria. Desde niño ayudó a su padre en las tareas del campo, picando cañas y trabajando en minas. Se incorporó a la Revolución cubana en febrero de 1957 junto a algunos compañeros obreros, aunque sin contacto con la dirección del Movimiento 26 de Julio.

## Acciones Militares
Se puso en contacto con el movimiento entre marzo o abril de 1957 mediante el doctor Mariano Esteban Lora, que pertenecía al 26 de julio. Sus primeras actividades fueron la recogida de armamentos y sabotajes. Al ser descubierto por la policía, huyó días antes de la huelga del 9 de abril del 1958 en unión de otro compañero, entregando dos M-1, tres escopetas, cuatro revólveres, un Springfield y municiones al Ejército Rebelde. Con el fracaso de la Huelga, se quedó sin dirección hasta que se creó una nueva, sin embargo, se alzó en armas el 13 de junio de 1958. Se incorporó al Tercer Frente y luego con Ramón de Guaninao donde estaba la Capitanía. 
Batista Santana pasó por Palma Soriano, El Cobre y San Luis, que se encontraba bajo la jurisdicción del Tercer Frente que tenía como jefe al Comandante de la Revolución Juan Almeida. Luego, se incorporó a la Columna 9 bajo las órdenes de Félix Duque. Posteriormente, fue guía de esa misma columna cuando Almeida intentó llevarla hasta la región de Majaguabo. Participó en la emboscada de Puerto de Moya con el fin de impedir que un convoy del ejército pasara el puente Ventura, en la Carretera Central, rumbo a Palma.
Después del combate del Puente de Moya, la misma noche en que Fidel Castro ascendió a Duque a comandante, quien a su vez hizo primer teniente a Batista el 16 de diciembre de 1958. A la caída de Fulgencio Batista, fue ordenado a avanzar en la noche hacia la capital oriental por Matayegua, El Escandel, Caney y Santiago. Fidel se reunió con un grupo de oficiales en El Escandel, entre los que se encontraba el coronel José Rego Rubido. Batista Santana fue el guardia que cuidó la puerta principal del encuentro. Al término del mismo partió a La Habana pasando por Santiago. Fue enviado a los 2 meses como jefe de compañía a las Fuerzas Tácticas de Santiago en la búsqueda y captura de grupos mercenarios que desembarcaron en Baracoa.
En Tranquilidad, un poblado cerca de Sierra Loreto, Yerba de Guinea, el jefe de la División, capitán Ricardo Arturo Cisnero Díaz Jotor les notificó que Raúl Castro había castigado a toda la división, desarmándola luego de que un grupo de soldados rebeldes se emborracharon, por lo que debían partir a Minas del Frío y de ahí hasta El Turquino. En diciembre de 1960, como jefe de batallón regresó a Yerba de Guinea y luego pasó a una escuela política en Siboney, Santiago de Cuba, donde se encontraban militantes del Partido Socialista Popular. Con la Invasión de bahía de Cochinos pasó a ser oficial de operaciones del Ejército, al frente de una división creada con motivo de la guerra. 
Luego, Batista Santana fue enviado de curso de oficiales en Matanzas, posteriormente a Santiago y a Baracoa. Después de pasar la Superior de Guerra fue enviado a la Brigada de la Frontera, primero al frente del Estado Mayor y luego como jefe. A los 6 meses fue nombrado jefe de la sección política del Ejército Oriental y en 1972 cursó 4 meses en la Unión Soviética. A su regreso fue jefe de la Sección Política del Ejército Occidental hasta 1976, en que fue ayudante de Raúl Castro en las cuestiones de la guerra en Angola. Fue enviado a Angola a mediados de marzo de 1976, hasta que fue nombrado jefe de la Dirección Política de las FAR, cargo que mantuvo hasta 1984.

## Actividad Política
En 1984, le fue encomendada la tarea política de dirigir los Comités de Defensa de la Revolución, responsabilidad que tuvo hasta el año 2003, que regresa a actividades de dirección en el Ministerio de las FAR. Fue miembro del Consejo de Estado de 1993 a 1998.

## Fallecimiento
En horas de la tarde del 29 de junio de 2014, falleció víctima de una enfermedad. Por su propia voluntad, su cadáver fue cremado y sus cenizas fueron expuestas en ceremonia familiar, el 30 de junio desde la 1:00 p. m. hasta las 5:00 p. m., en el Panteón de los Veteranos de la Necrópolis de Colón en La Habana.